# Volovnik
Volovnik este o localitate din comuna Krško, Slovenia, cu o populație de 34 de locuitori.